# Радзивилл, Ежи (1721)
Князь Ежи Радзивилл (4 февраля 1721 — 13 декабря 1754) — государственный деятель Великого княжества Литовского, воевода новогрудский (1746—1754), староста любашанский и новогрудский.

## Биография
Представитель несвижской линии богатейшего и знатнейшего литовского магнатского рода Радзивиллов герба Трубы. Третий сын воеводы новогрудского Николая Фаустина Радзивилла (1688—1746) и Барбары Завиши (1690—1770). Братья — Удальрик Криштоф, Альбрехт и Станислав Радзивиллы.
Учился в коллегиуме пиаров в Варшаве. Его политической карьере способствовал воеводы виленский и великий гетман литовский Михаил Казимир Радзивилл Рыбонька. В 1744 году был избран марашлком Трибунала Великого княжества Литовского, в 1746 году был избран послом на сейм.
В 1746 году после смерти своего отца Николая Фаустина Ежи Радзивилл получил должность воеводы новогрудского. В 1744 году — полковник гусарской хоругви королевича Фридриха Кристиана, старшего сына польского короля Августа III.
3 августа 1750 года стал кавалером Ордена Белого Орла.

## Семья
6 февраля 1742 года Ежи Радзивилл женился на Саломее Анне Сапеге, дочери воеводы трокского и мстиславского Ежи Станислава Сапеги (1668—1732) и Изабеллы Елены Полубинской (ум. 1721), от брака с которой детей не имел.